# Plinthaster investigatoris
Plinthaster investigatoris är en sjöstjärneart som först beskrevs av Alcock 1893.  Plinthaster investigatoris ingår i släktet Plinthaster och familjen ledsjöstjärnor. Inga underarter finns listade i Catalogue of Life.